# Линда Тейлър
Линда Тейлър (на английски: Linda Taylor) е британска писателка на бестселъри в жанра съвременен дамски роман.

## Биография и творчество
Линда Тейлър е родена на 15 септември 1965 г. в Кент, Англия. Израства в родния си град.
Събира богат житейски опит, докато работи в държавната администрация на Великобритания в Лондон и в чужбина. След кариера във външното министерство в Лондон е назначена в британското посолство в Ангола. Била е заместник-консул в Шри Ланка и учител в Япония. След своето завръщане в Англия преподава английски език в университета в Оксфорд и в езикови училища в Оксфорд и Лондон.
Първият ѝ роман „Reading Between the Lines“ е публикуван през 1998 г. Той веднага печели наградата за най-добър роман на нов автор, удостоен е с престижната британска награда „У.Х.Смит“ и влиза в Топ 10 на бестселърите на „Сънди таймс“. Следващите ѝ произведения също са бестселъри.
Линда Тейлър живее със съпруга си и сина си в Кент.

## Произведения

### Самостоятелни романи
- Reading Between the Lines (1998)
- Going Against the Grain (1999)
- Beating About the Bush (2000)
Да започнеш на чисто, изд.: ИК „Хермес“, София (2003), прев. Пенка Стефанова
- Rising to the Occasion (2001)
- Shooting at the Stars (2002)
Устремени към звездите, изд.: ИК „Хермес“, София (2004), прев. Илвана Гарабедян
- Falling into Place (2005)